# Kőszegdoroszló, Vas
Kőszegdoroszló  este un sat în districtul Kőszeg, județul Vas, Ungaria, având o populație de 242 de locuitori (2011). 

## Demografie
Componența etnică a satului Kőszegdoroszló
     Maghiari (95,28%)
     Germani (3,3%)
     Necunoscut (1,42%)
     Alții (1,42%)
Componența confesională a satului Kőszegdoroszló
     Luterani (42,98%)
     Romano-catolici (30,99%)
     Fără religie (1,65%)
     Atei (1,24%)
     Necunoscută (23,14%)
Conform recensământului din 2011, satul Kőszegdoroszló avea 242 de locuitori. Din punct de vedere etnic, majoritatea locuitorilor (95,28%) erau maghiari, cu o minoritate de germani (3,3%). Apartenența etnică nu este cunoscută în cazul a 1,42% din locuitori. Nu există o religie majoritară, locuitorii fiind luterani (42,98%), romano-catolici (30,99%), persoane fără religie (1,65%) și atei (1,24%). Pentru 23,14% din locuitori nu este cunoscută apartenența confesională.